# La caiguda de Faetó
La caiguda de Faetó és una pintura del mestre flamenc Peter Paul Rubens, presentant l'antic mite grec de Faetó (o Faetont), un tema recurrent en les arts visuals. Rubens va escollir descriure el mite a l'alçada de la seva acció, amb els llamps llançats per Zeus a la dreta. Els llamps proporcionen el contrast de llum per facilitar la mostra d'horror en les cares de Faetó, els cavalls i altres figures, conservant la foscor de l'esdeveniment. Les figures femenines amb ales de papallona representen les hores i estacions, que reaccionen amb terror quan el cicle de la nit i el dia esdevé interromput. El gran cercle astrològic que arqueja els cels és també interromput. _L'assemblatge dels cossos formen un oval diagonal en el centre, separant costats foscos i lleugers de la tela. Els cossos són arranjats a fi d'assistir el viatge de l'espectador contínuament al voltant d'aquell oval.
Rubens va pintar La Caiguda de Faetó a Roma i la pintura fou probablement refeta més tard al voltant de 1606-1608. Ha estat allotjada en la National Gallery of Art des del 5 de gener de 1990. Rubens també va pintar altres temes mitològics grecs, com La caiguda d'Ícar, Perseu allibera Andròmeda, i El judici de Paris.